# NGC 5696
NGC 5696 ist eine 13,0 mag helle Spiralgalaxie vom Hubble-Typ Sbc im Sternbild Bärenhüter und etwa 249 Millionen Lichtjahre von der Milchstraße entfernt.
Sie wurde am 18. März 1787 von Wilhelm Herschel mit einem 18,7-Zoll-Spiegelteleskop entdeckt, der sie dabei mit „pB, pL, lbM“ beschrieb.